# シルヴィアン・カルパンティエ
シルヴィアン・カルパンティエ（Sylviane Carpentier, 1933年 - 2017年10月17日）は、フランスのモデル。ミス・フランス1953優勝。ミス・ヨーロッパ1953準優勝。

## 経歴
1933年、オー＝ド＝フランス地域圏ソンム県アミアンに生まれる。
ソンム県エリ・シュル・ソンムに育つ。両親は映写技師として近隣の自治体で活動。
1952年、 子供の集団体操を専門とする講師の職にあった彼女はMiss Picardie 1952に選ばれ、ミス・フランスの出場資格を得る。
1952年12月28日、オーヴェルニュ＝ローヌ＝アルプ地域圏オート＝サヴォワ県シャモニー＝モン＝ブランのCasino de Chamonixで開催されたミス・フランス1953最終選考で優勝。特典として最高のワードローブとヘアスタイルの保証、今後1年間働かずに済むように月額30万フランが与えられた。
1953年9月9日、イスタンブールで開催されたミス・ヨーロッパ1953で、イングランドのMarlene Deeと同点で準優勝（優勝はイタリアのエロイーザ・チアンニ）。
ミス・フランスとしての任期の間に、故郷アミアンに立ち寄った際、ラジオ電気技師のMichel Warembourgと偶然再会する。彼は幼馴染で初恋の人である。次に出会ったのはアミアンの映画館の前。その8日後、二人は結婚を決める。
1953年1月、結婚式の準備のためミス・ワールドおよびミス・ユニバースに出場しないと表明。急遽、クリスティアン・マルテルがミス・ユニバースに、デニス・ペリエがミス・ワールドに出場することとなる。二人は、ミス・フランスのタイトルを持たずにミスコンでフランスを代表した珍しい例となった
。
1954年9月12日、アミアンの大聖堂で、ミシェル・ヴァンブールと結婚、シルヴィアン・ヴァンブールとなる。1954年9月25日、Paris Match誌の紙面を借りて結婚式を発表した。ちなみに、夫の月収は4万フランである。
2017年10月17日、死去。享年84。ソンム県ダウールに埋葬される。